# Мігель Аріас Каньєте
Мігель Аріас Каньєте (ісп. Miguel Arias Cañete; нар. 24 лютого 1950, Мадрид, Іспанія) — іспанський політик, член Народної партії.

## Біографія
Вивчав юриспруденцію в Університеті Комплутенсе в Мадриді і з 1974 року служив прокурором в Херес-де-ла-Фронтера.
Двічі обирався до Сенату від провінції Кадіс (у 1982-1986 і в 2000-2004 роках).
У 1982–1986 роках обирався депутатом до парламенту Андалусії, в 1986–1999 роках — депутат Європейського парламенту.
У 2000–2004 роках обіймав посаду міністра сільського господарства в уряді Хосе Марії Аснара.
З 2004 року є депутатом нижньої палати іспанського парламенту.
22 грудня 2011 був знову призначений міністром сільського господарства, продовольства та навколишнього середовища в уряді Рахоя.
9 квітня 2014 пішов у відставку з посади міністра в уряді Рахоя, щоб очолити виборчий список Народної партії на виборах до Європейського парламенту в травні 2014 року. Його наступницею на посаді міністра в уряді Рахоя стала його заступник Ісабель Гарсія-Техеріна.
1 листопада 2014 вступив на посаду комісара ЄС з енергетики та кліматичних дій в Комісії Юнкера.

## Підтримка України
У 2018 взяв участь в дебатах у Європарламенті перед прийняттям резолюції щодо негайного звільнення Олега Сенцова та інших українських політв'язнів. У виступі назвав поіменно українських політичних в'язнів, закликав Росію припинити порушувати права людей, в тому числі у Криму:
|  | Незаконно утримувані українці повинні бути звільнені без зволікань. Нагадую, що підтримку Олега Сенцова висловили лідери «Великої сімки». Це месседж, який ми будемо повторювати владі Росії. Що ж до ЄС, то вкотре заявляю: співдружність буде продовжувати політику цілковитого невизнання нелегальної анексії Криму й Севастополя та повної підтримки незалежності й територіальної цілісності України. |

## Нагороди
Нагороджений орденом Карлоса III і орденом Громадянських заслуг (ісп. Orden del Mérito Civil). Одружений, має трьох дітей.